# 新川平野
新川平野（にいかわへいや）は、富山県東部の沖積平野。広義の富山平野のうち黒部川から早月川にかけての急勾配扇状地域をいう。滑川市・魚津市・黒部市・下新川郡入善町・朝日町にまたがる。

## 地勢
新川平野に流れる主な河川は、上市川・早月川・角川・片貝川・布施川（河口付近で片貝川と合流）・黒部川・小川、およびそれらの河川の支流である。この平野は、それらの河川によって形成された扇状地が重なりあった複合扇状地である。特に黒部市・入善町と朝日町の一部は黒部川によって形成された黒部川扇状地である。
同平野の北と西には富山湾があり、東と南には立山連峰が連なるため、魚津市は海底から街中を経て山間部まで馬の背のような坂の構造をしている。断層や浸食の影響で段丘も多い。滑川市や黒部市の山間部はなだらかな丘のような構造をしている。朝日町はフォッサマグナの影響で後立山連峰がせり出しているため糸魚川まで海と山が隣り合う。

## 産業
扇状地の扇端では、ミネラル豊富で非常に冷たい湧き水が湧き、伏流水を利用して野菜や物を洗う施設がいたるところに存在する。湧水は地上のみではなく海底にまで続き、魚津埋没林や入善の沢杉や海底林が腐ることなく現在まで保存されたのもこのためである。そのため富山湾内は栄養が豊富となり豊かな生態系を育んでいる。また海の中は平野をつくることなく急激に深くなる構造をしているため、沿岸部ではホタルイカや深海魚の漁業が盛んである。